# Région ecclésiastique
Cet article concerne la région ecclésiastique. Pour la province, voir Province ecclésiastique.
Dans l'Église catholique latine, régie par le code de droit canonique de 1983, une région ecclésiastique est un regroupement de provinces ecclésiastiques voisines.
Les régions ecclésiastiques sont régies par les canons 433 et 434 du Code de droit canonique :

« Canon 433 — § 1. Si l'utilité s'en fait sentir, surtout dans les nations où les Églises particulières sont très nombreuses, les provinces ecclésiastiques voisines peuvent, sur proposition de la conférence des Évêques, être unies en régions ecclésiastiques par le Saint-Siège.
§ 2. La région ecclésiastique peut être érigée en personne juridique.
Canon 434 — Il appartient à l'assemblée des Évêques de la région ecclésiastique de favoriser la coopération et l'action pastorale commune dans la région ; cependant, les pouvoirs que les canons du présent Code accordent à la conférence des Évêques ne sont pas de la compétence de cette assemblée, à moins que certains de ces pouvoirs ne lui aient été spécialement concédés par la Saint-Siège. »

— Code de droit canonique
De fait, il n’existe de régions ecclésiastiques que dans les cinq plus grands pays catholiques : Italie, Brésil, Canada, Mexique et États-Unis. 
De 1961 à 2004, l'Église catholique en France a été divisée en régions ecclésiastiques, appelées régions apostoliques.

## Au Brésil

Les 17 régions ecclésiastiques du Brésil.

Les régions -couvrant le(s) État(s) fédéral(aux) entre parenthèses- comprennent la(les) province(s) ecclésiastique(s) suivante(s) :
1. Norte 1 (Amazonas e Roraima) : Manaus (1952)
2. Norte 2 (Pará e Amapá) : Belém do Pará (1906)
3. Nordeste 1 (Ceará) : Fortaleza (1915)
4. Nordeste 2 (Pernambuco, Paraíba, Rio Grande do Norte e Alagoas) : Maceió (1920), Natal (1952), Olinda e Recife (1910), Paraíba (1914)
5. Nordeste 3 (Bahia e Sergipe) : Aracaju (1960), Feira de Santana (2002), San Salvador di Bahia (1676), Vitória da Conquista (2002)
6. Nordeste 4 (Piauí) : Teresina (1952)
7. Nordeste 5 (Maranhão) Provincia ecclesiastica di São Luís do Maranhão (1922)
8. Leste 1 (Rio de Janeiro) ; Niterói (1960), Rio de Janeiro (1892)
9. Leste 2 (Minas Gerais e Espírito Santo) : Belo Horizonte (1924), Diamantina (1917), Juiz de Fora (1962), Mariana (1906), Montes Claros (2001), Pouso Alegre (1962), Uberaba (1962), Vitória (1958)
10. Sul 1 (São Paulo) : Aparecida (1958), Botucatu (1958), Campinas (1958), Ribeirão Preto (1958), San Paolo (1908), Sorocaba (1992)
11. Sul 2 (Paraná) : Cascavel (1979), Curitiba (1926), Curitiba degli Ucraini (2014), Londrina (1970), Maringá (1979)
12. Sul 3 (Rio Grande do Sul) : Passo Fundo (2011), Pelotas (2011), Porto Alegre (1910), Santa Maria (2011)
13. Sul 4 (Santa Catarina) : Florianópolis (1927)
14. Centro-Oeste (Goiás, Distrito Federal e Tocantins) : Brasília (1960), Goiânia (1956), Palmas (1996) and the army bishopric Ordinariato militare in Brasile (1950)
15. Oeste 1 (Mato Grosso do Sul) : Campo Grande (1979)
16. Oeste 2 (Mato Grosso) : Cuiabá (1910)
17. Noroeste (Rondônia, Acre e Amazonas) : Porto Velho (1982)

## Au Canada
La Conférence des évêques catholiques du Canada a créé quatre régions ecclésiastiques, appelées « conférences épiscopales régionales » ou « assemblées des évêques » :
- l’Assemblée des évêques de l’Atlantique (AEA) ;
- l’Assemblée des évêques catholiques du Québec (AECQ) ;
- l’Assemblée des évêques catholiques de l’Ontario (AÉCO) ;
- l’Assemblée des évêques catholiques de l’Ouest (AECO).

## Aux États-Unis

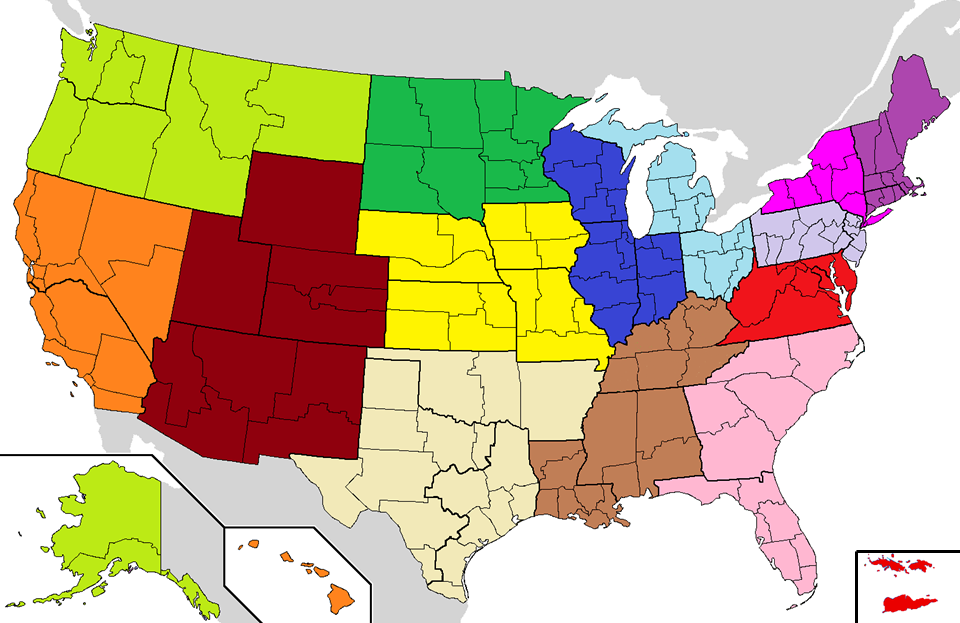
Localisation des 15 régions ecclésiastiques aux États-Unis.

La Conférence des évêques catholiques des États-Unis a créé quinze régions ecclésiastiques :
- région I : provinces ecclésiastiques de Boston et Hartford[4] ;
- région II : province ecclésiastique de New York[5] ;
- région III : provinces ecclésiastiques de Newark et Philadelphie[6] ;
- région IV : provinces ecclésiastiques de Baltimore et Washington[7] ;
- région V : provinces ecclésiastiques de Louisville, Mobile et La Nouvelle-Orléans[8] ;
- région VI : provinces ecclésiastiques de Cincinnati et Détroit[9] ;
- région VII : provinces ecclésiastiques de Chicago, Indianapolis et Milwaukee[10] ;
- région VIII : province ecclésiastique de Saint-Paul et Minneapolis[11] ;
- région IX : provinces ecclésiastiques de Dubuque, Kansas City, Omaha et Saint-Louis[12] ;
- région X : elle comprend les provinces ecclésiastiques de Galveston-Houston, Oklahoma City et San Antonio ainsi que l'ordinariat personnel de la chaire de Saint-Pierre[13] ;
- région XI : provinces ecclésiastiques de Los Angeles et San Francisco[14] ;
- région XII : provinces ecclésiastiques d'Anchorage, Portland en Oregon et Seattle[15] ;
- région XIII : provinces ecclésiastiques de Denver et Santa Fe[16] ;
- région XIV : provinces ecclésiastiques d'Atlanta et Miami[17] ;
- région XV : elle comprend les églises particulières des Églises catholiques orientales[18].

## En Italie
L'église catholique romaine italienne est territorialement divisée en 16 régions ecclésiastiques dont les limites correspondent peu ou prou à celles des régions administratives de l'État italien qui sont au nombre de 20. Cette différence réside dans le fait que plusieurs régions administratives sont groupées au sein d'une seule région ecclésiastique tels que :
- les Abruzzes et le Molise ;
- le Piémont et la Vallée d'Aoste ;
- le Frioul-Vénétie Julienne, la Vénétie et le Trentin-Haut-Adige forment la région dite de Triveneto.

Les régions ecclésiastiques sont :
1. Abruzzes-Molise ;
2. Basilicate ;
3. Calabre ;
4. Campanie ;
5. Émilie-Romagne ;
6. Latium ;
7. Ligurie ;
8. Lombardie ;
9. Marches ;
10. Ombrie ;
11. Piémont ;
12. Pouilles ;
13. Sardaigne ;
14. Sicile ;
15. Toscane ;
16. Triveneto.

Cette organisation remonte à une décision de Congrégation pour les évêques qui créa le 24 août 1889, 17 régions ecclésiastiques dans la péninsule. Le 8 décembre 1976, la carte fut redessinée et le nombre des régions fut ramené à 16.